# Happy! (serie televisiva)
Happy! è una serie televisiva statunitense creata da Grant Morrison e Brian Taylor. Si ispira all'omonimo fumetto scritto da Morrison e disegnato da Darick Robertson e pubblicato come miniserie dalla Image Comics tra il 2012 e il 2013.

## Trama
Nick Sax è un ex-poliziotto alcolizzato diventato sicario che condisce le sue giornate con droghe e cinismo. Dopo una sparatoria in cui viene coinvolto, Nick si risveglia e inizia a vedere un unicorno volante blu di nome Happy, un personaggio di fantasia amico immaginario di una bambina di nome Hailey, allontanatosi da lei in cerca d'aiuto quando quest'ultima viene rapita da uno squilibrato vestito da Babbo Natale. Una volta fuggiti dall'ospedale, Happy rivela a Sax che Hailey è sua figlia, e che conta su di lui per salvarla dal maniaco che l'ha rapita insieme ad altri bambini. Nel corso della loro indagine sulle tracce del rapinatore, Sax si ritroverà ad affrontare malviventi e vecchie conoscenze, ignaro del fatto che dietro alla sparizione dei bambini, c'è un oscuro e disturbante segreto che va ben oltre gli obbiettivi del folle Babbo Natale.

## Episodi
| Stagione         | Episodi | Prima TV USA | Pubblicazione Italia |
| ---------------- | ------- | ------------ | -------------------- |
| Prima stagione   | 8       | 2017-2018    | 2018                 |
| Seconda stagione | 10      | 2019         | 2019                 |

## Personaggi e interpreti

### Personaggi principali
- Nicholas "Nick" Sax, interpretato da Christopher Meloni[3][4], doppiato da Massimo Rossi.
- Francisco "Blue" Scaramucci, interpretato da Ritchie Coster[4], doppiato da Stefano Thermes.
- Detective Meredith "Merry" McCarthy, interpretata da Lili Mirojnick[5], doppiata da Gemma Donati.
- Amanda Hansen, interpretata da Medina Senghore[4], doppiata da Alessandra Cassioli.
- Hailey Hansen, interpretata da Bryce Lorenzo, doppiata da Lucrezia Roma.
- Smoothie, interpretato da Patrick Fischler[4], doppiato da Oreste Baldini.
- Happy, voce originale di Patton Oswalt[6], italiana di Luigi Ferraro.
- Very Bad Santa (stagione 1; guest star stagione 2), interpretato da Joseph D. Reitman[7][8], doppiato da Roberto Draghetti.
- Louis "Sonny Shine" Sheinberg (stagione 2; ricorrente stagione 1), interpretato da Christopher Fitzgerald, doppiato da Matteo De Martino.

### Personaggi ricorrenti
- Isabella Scaramucci, interpretata da Debi Mazar[9], doppiata da Francesca Guadagno.
- Michelangelo "Mikey" Scaramucci (stagione 1), interpretato da Gus Halper, doppiato da Federico Viola.
- Jessica McCarty (stagione 1), interpretata da Laura Poe.
- Gerry Scaramucci (stagion 1), interpretato da Dante Pereira-Olson.
- Florian Scaramucci (stagione 1), interpretato da Sam Wolf, doppiato da Stefano De Filippis.
- Pal Scaramucci (stagione 1), interpretato da Joe Perrino, doppiato da Davide Albano.
- Le Dic, Interpretato da Michael Maize, doppiato da Francesco Sechi
- Bebe Debarge (stagione 2), interpretata da Ann-Margret.
- Big Pink (stagione 2), interpretato da Big Show.
- Dayglo Doug (stagione 2), interpretato da Curtis Armstrong.
- Sorella Lee (stagione 2), interpretata da Laura Darrell.
- Bo-Peep (stagione 2), voce originale di Jaimie Elizabeth Kelton.

### Guest star
- Jerry Springer (stagione 1), interpretato da se stesso.
- Raspberry (stagione 1), interpretato da Billy West.

## Produzione
Il 29 gennaio 2018, la serie viene rinnovata per una seconda stagione, poi trasmessa dal 27 marzo 2019. Il 4 giugno 2019 Syfy cancella la serie, dopo due stagioni.

### Casting
In origine il doppiatore di Happy doveva essere Bobby Moynihan, ma successivamente venne sostituito con Patton Oswalt.

## Accoglienza
Sull'aggregatore di recensioni Rotten Tomatoes la prima stagione ha un indice di gradimento dell'80% con un voto medio di 6.2 su 10, basato su 35 recensioni. Il commento del sito recita "Happy! Sicuramente non è per tutti, ma il suo concetto straordinariamente stravagante e le forti interpretazioni di Chris Meloni e Patton Oswalt creano una commedia cupa e oscura con un fascino definito, anche se inusuale", mentre su Metacritic ha un punteggio di 65 su 100, basato su 23 recensioni.